# قامت
قامت هي قرية في مقاطعة أرومية، إيران. يقدر عدد سكانها بـ 38 نسمة بحسب إحصاء 2016.